# アマトリーチェ
アマトリーチェ（伊: Amatrice）は、イタリア共和国ラツィオ州リエーティ県にある、人口約2,200人の基礎自治体（コムーネ）。
アペニン山脈中の盆地に所在する町で、風光明媚な観光地として知られ、夏には多くの避暑客でにぎわう。代表的なパスタソースの一つであるアマトリチャーナ（Amatriciana）は、この町の名に由来する。2016年8月24日に発生したイタリア中部地震によって大きな被害を受けた。

## 名称
標準イタリア語以外では以下の名称を持つ。
- 中央イタリア方言サビーノ方言 (it) : l'Amatrìci [5]

## 地理

### 位置・広がり
リエーティ県北東部、アルタ・ヴァッレ・デル・トロント（Alta Valle del Tronto、トロント河谷上流域）に位置するコムーネ。アマトリーチェの町は、ノルチャから南東へ約24km、ラクイラから北北西へ約31km、アスコリ・ピチェーノから南西へ約37km、県都リエーティから東北東へ約42km、州都・首都ローマから北東へ約104kmの距離にある。
町域の東と南はアブルッツォ州に接している（東にテーラモ県、南にラクイラ県と隣接）。アマトリーチェも1927年まではラクイラ県に属していた。

#### 隣接コムーネ
隣接するコムーネは以下の通り。括弧内のAQはラクイラ県（アブルッツォ州）、TEはテーラモ県（アブルッツォ州）所属を示す。
- アックーモリ - 北
- ヴァッレ・カステッラーナ (TE) - 北東
- ロッカ・サンタ・マリーア (TE) - 東
- コルティーノ (TE) - 東
- クロニャレート (TE) - 南東
- カンポトスト (AQ) - 南
- モンテレアーレ (AQ) - 南西
- チッタレアーレ - 西

### 地勢
アペニン山脈の中の盆地に所在する町で、町の東にはモンティ・デッラ・ラガ (it:Monti della Laga) の山々が聳えている。モンティ・デッラ・ラガには、モンテ・ゴルツァノ (it:Monte Gorzano) （2458m）などがある。アブルッツォ州との境界にあるモンテ・ゴルツァノは、ラツィオ州の最高峰である。
モンティ・デッラ・ラガの西麓に源を発して町域を北西に流れるトロント川は、アドリア海に至る川である。アマトリーチェの町は、トロント川に左岸からカステッラーノ川 (Torrente Castellano di Amatrice) が合流する地点の丘陵上に位置している。町域には、トロント川の支流スカンダレッロ川を堰き止めたスカンダレッロ湖 (it:Lago di Scandarello) がある。
グランサッソ・エ・モンティ・デッラ・ラガ国立公園 (it:Parco nazionale del Gran Sasso e Monti della Laga) に含まれる。

### 気候分類・地震分類
アマトリーチェにおけるイタリアの気候分類 (it) および度日は、zona F, 3048 GGである。
また、イタリアの地震リスク階級 (it) では、zona 1 (sismicità alta) に分類される。

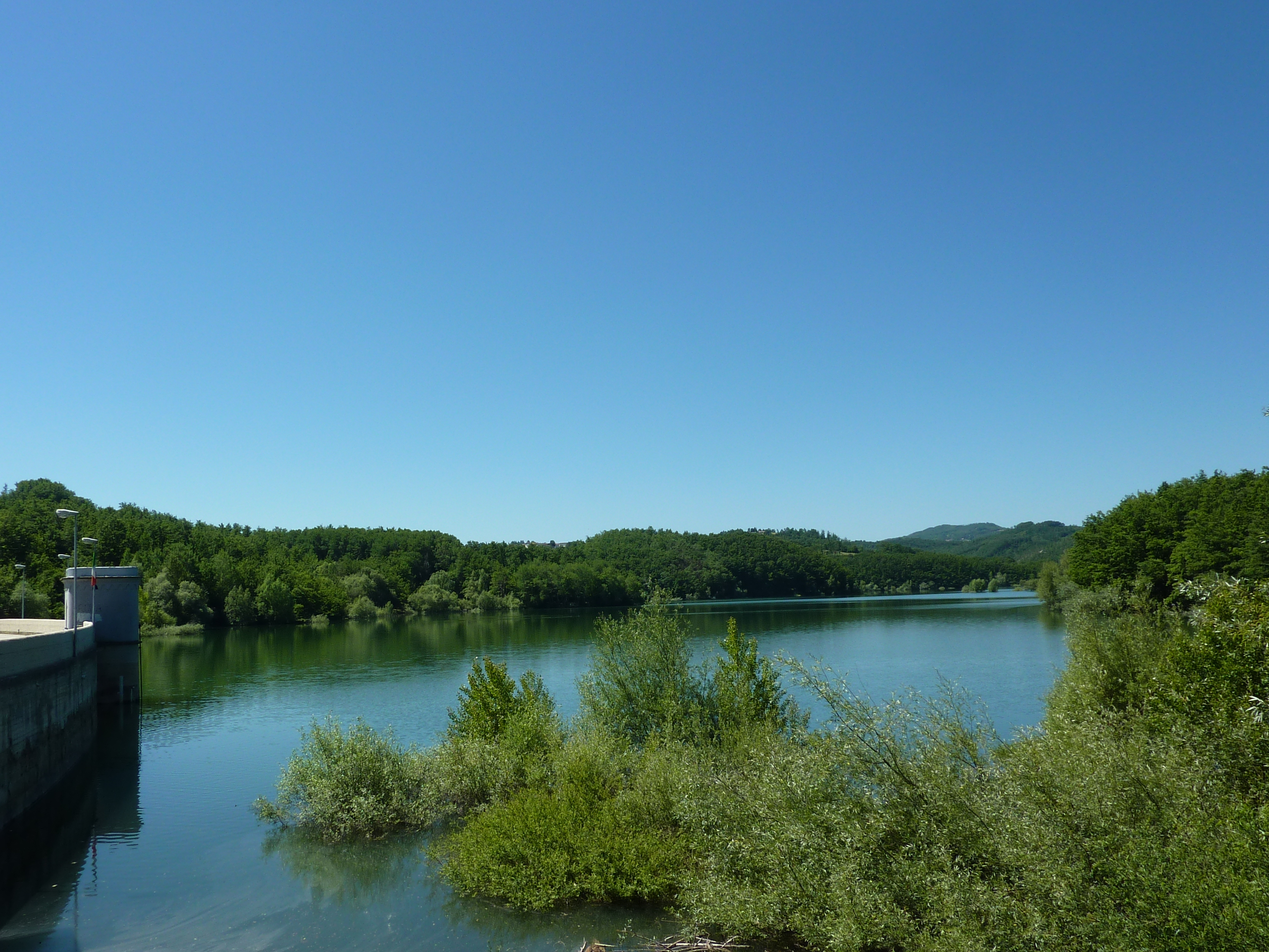
スカンダレッロ湖
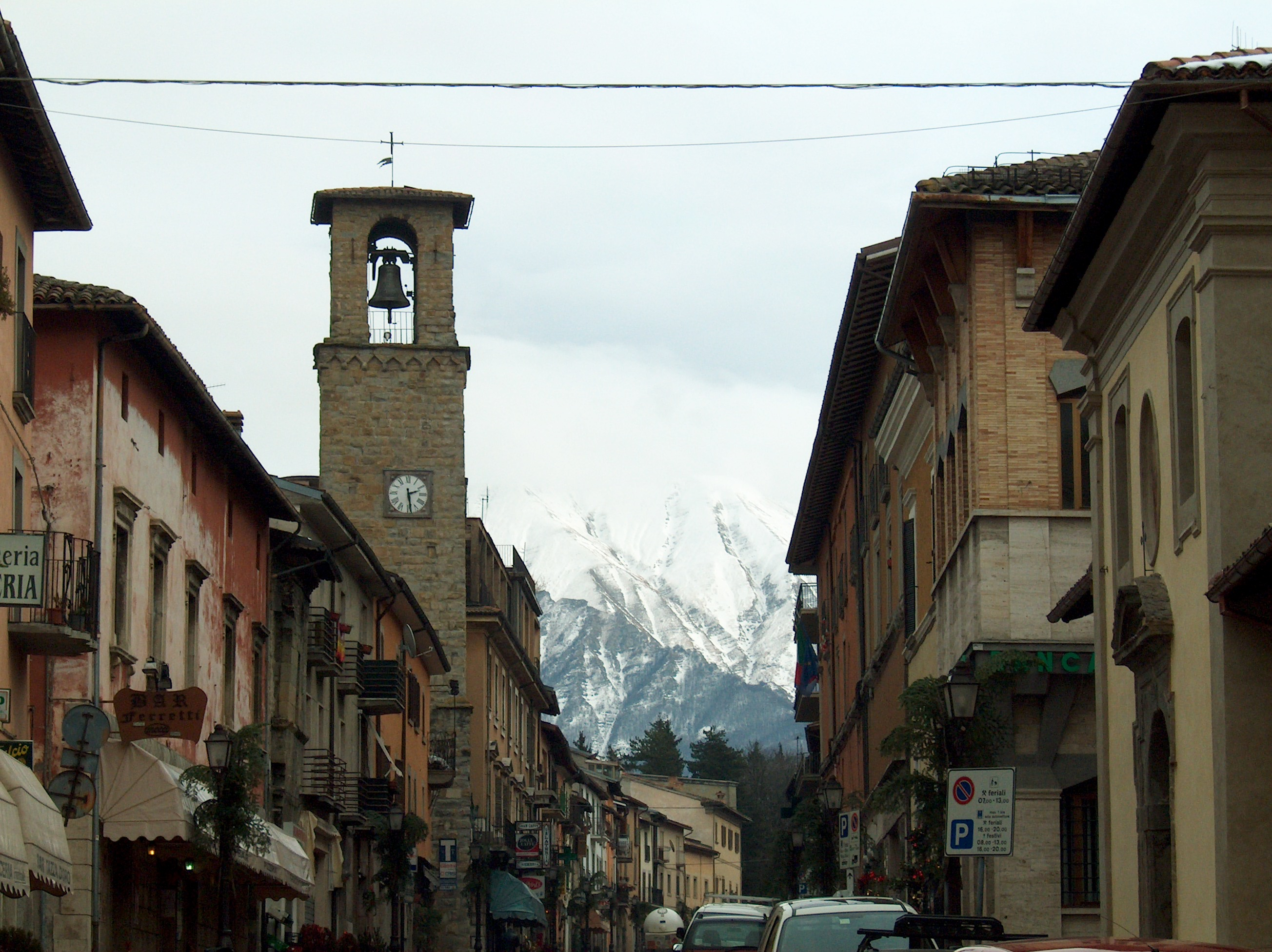
目抜き通りであるウンベルト1世通り(Corso Umberto I)。2003年12月撮影。

## 歴史
先史時代以来、この地には人々が暮らしていたことが考古学的な調査からわかっており、ローマ時代の墓地や建築物の遺跡も残っている。
西ローマ帝国の崩壊後、この地域はランゴバルド人のスポレート公国の支配下に入り、アスコリ管区（Comitato di Ascoli）に含まれることとなった。1012年のファルファ大修道院の文書で、トロント川とカステッラーノ川の合流点の川上にある Matrice という名の町が登場する。
1265年、シチリア王マンフレーディのもと、アマトリーチェはオートヴィル朝シチリア王国に組み込まれる。1266年、マンフレーディを破ったアンジュー家（アンジュー＝シチリア家）のシャルル・ダンジュー（カルロ1世）がシチリア王に即位する（のちナポリ王）。アマトリーチェの街はカルロ1世に反旗を翻したが、1274年に制圧された。しかしこの経緯により、アマトリーチェはウニベルシタス (it:Universitas) として一定の自治権を維持することができた。
14世紀から15世紀にかけてアマトリーチェは、ノルチャやアルクアータ、ラクイラといった近隣の都市と抗争を繰り返した。アマトリーチェの兵士はコンドッティエーレ（傭兵隊長）ブラッチョ・ダ・モントーネの軍勢に参加し、ラクイラの包囲戦に加わっている（この戦いは1424年にブラッチョの戦死で幕を閉じた）。
ナポリ王国の継承をめぐり、ヴァロワ＝アンジュー家とアラゴン家が対立すると、アマトリーチェはアラゴン家支持の立場を取った。1529年、神聖ローマ皇帝カール5世（ナポリ王としてはカルロ4世）に従うオランジュ公フィリベール・ド・シャロンによってアマトリーチェは襲撃され、その部将であるアレッサンドロ・ヴィテッリ (fr:Alessandro Vitelli) に与えられた。
その後、アマトリーチェはオルシーニ家や、フィレンツェのメディチ家（トスカーナ大公国）の支配下に置かれた。メディチ家の支配は1737年の断絶まで続いた。この間、1639年にはアマトリーチェ地震によって甚大な被害を受けている。
イタリア統一後、アマトリーチェはアブルッツォ州の一部となったが、1927年にラツィオ州に編入された。

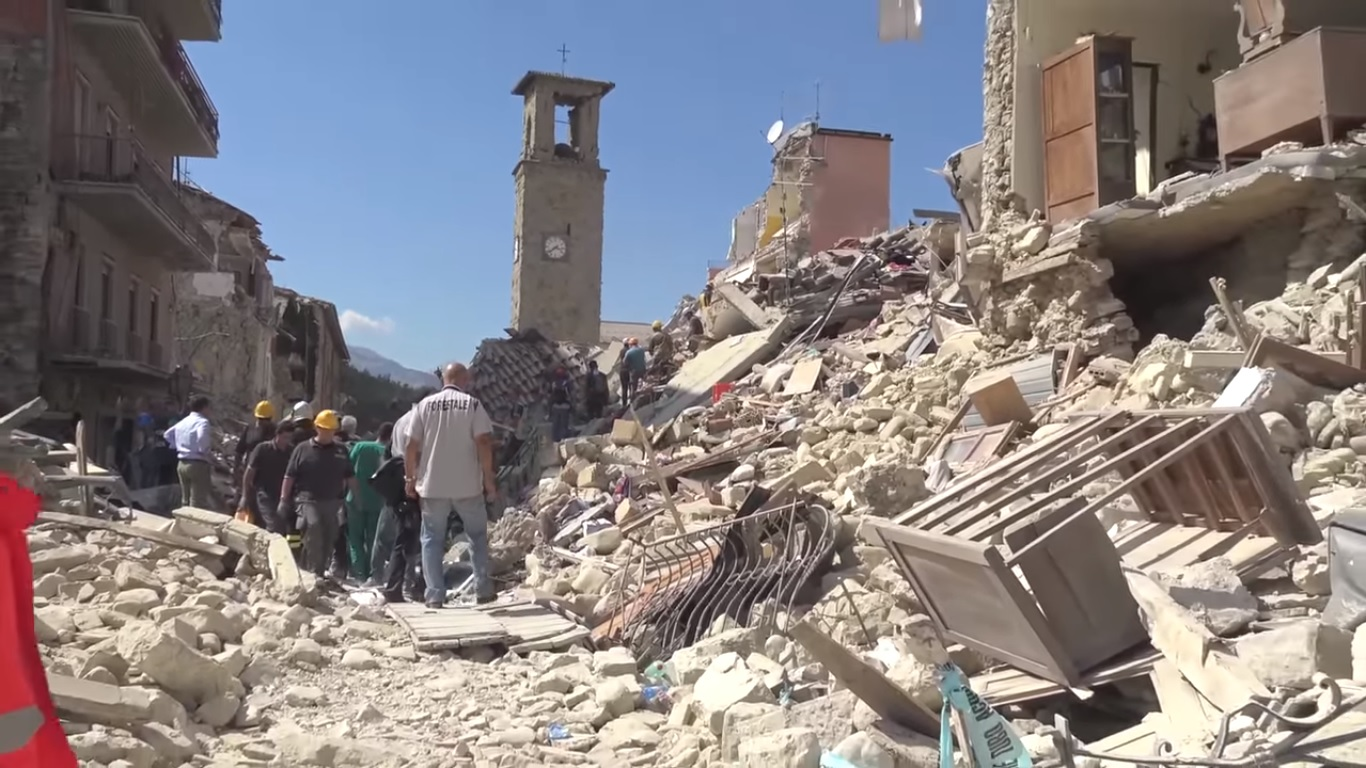
イタリア中部地震で被災した市街。2016年9月1日公開のyoutube映像より

2016年8月24日、ノルチャ付近を震源とする地震（イタリア中部地震）によって、町の多くの建物が倒壊し、甚大な被害が出た。アマトリーチェでの死者数は200人以上とされる。おりしも「アマトリチャーナ祭り」を控えた観光シーズンのさなかにあったため、観光客も巻き込まれた。欧州メディアの間では、アマトリーチェ地震 (Amatrice earthquake) という名も使われている。

## 行政

### 山岳部共同体
広域行政組織である山岳部共同体「ヴェリーノ山岳部共同体」 (it:Comunità montana del Velino) （事務所所在地: ポスタ）を構成するコムーネの一つである。

### 分離集落
アマトリーチェには、以下の分離集落（フラツィオーネ）がある。
- Aleggia, Bagnolo, Capricchia, Casale, Casale Bucci, Casale Nadalucci, Casalene, Casale Nibbi, Casali della Meta, Cascello, Castel Trione, Collalto, Collecreta, Collegentilesco, Collemagrone, Collemoresco, Collepagliuca, Colletroio, Colli, Conche, Configno, Cornelle di Sopra, Cornelle di Sotto, Cornillo Nuovo, Cornillo Vecchio, Cossara, Cossito, Crognale, Domo, Faizzone, Ferrazza, Filetta, Fiumatello, Francucciano, Forcelle, Moletano, Musicchio, Nommisci, Osteria della Meta, Pasciano, Patàrico, Petrana, Pinaco Arafranca, Poggio Castellano, Poggio Vitellino, Prato, Preta, Retrosi, Rio, Roccapassa, Rocchetta, Saletta, San Benedetto, San Capone, San Giorgio, San Lorenzo a Pinaco, San Martino, Santa Giusta, Sant'Angelo, San Tomasso, Saletta, Scai, Sommati, Torrita, Torritella, Varoni, Villa San Cipriano, Villa San Lorenzo a Flaviano, Voceto

## 文化・観光

### 食文化
アマトリーチェの食文化の伝統は長く深い。モンティ・デッラ・ラガ (Monti della Laga) の豊かな牧草地や豊かな水、肥沃な土壌のために、アマトリーチェでは品質の高い肉やチーズが生産される。この都市からは、教皇に仕えた料理人も多く出ている。

#### アマトリチャーナ

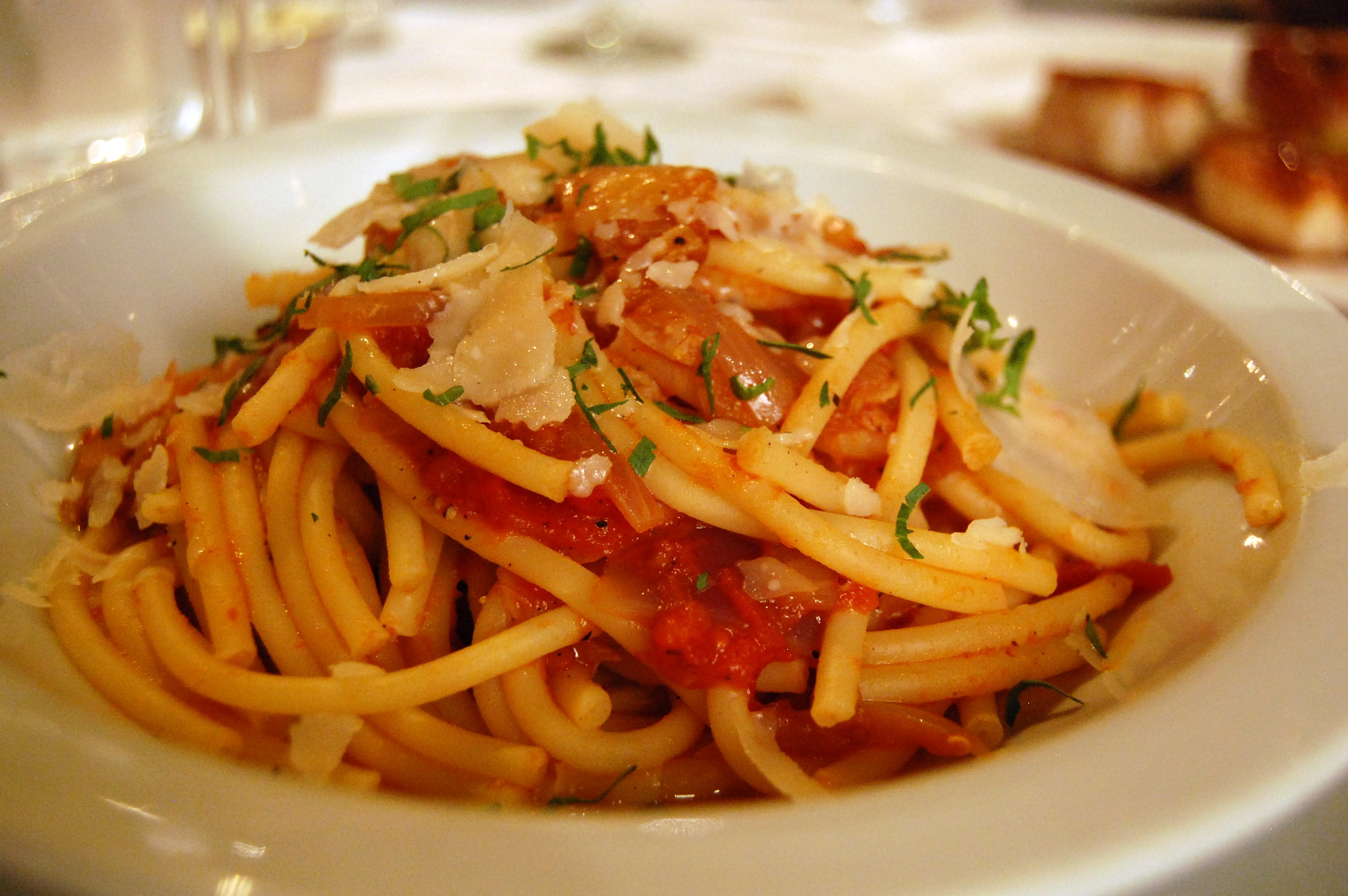
ブカティーニ・アッラマトリチャーナ

アマトリーチェの名は、パスタに用いられる「アマトリチャーナ・ソース」（sugo all'amatriciana、アマトリーチェ風ソース）で知られている。アマトリチャーナ・ソースは、一般的にはグアンチャーレ（豚のほお肉の塩漬け）と、ペコリーノ・ロマーノ（羊乳のチーズ）を使ったトマトソースであり、スパゲッティ、ヴェルミチェッリ、ブカティーニなど各種パスタに合わされる。ローマ料理 (it:Cucina romana) の代表的なソースとして、世界的によく知られている。
もともとアマトリーチェでは、"unto e cacio"（脂とチーズ） と呼ばれる料理が作られていた。牧人たちが山で放牧を行う際に携行できる材料、すなわち賽の目状あるいは薄切りにされたグアンチャーレ、チーズ、スパゲッティから作られたものである。その後、トマトやごく少量のオリーブ油がレシピに加えられるようになり、洗練されることとなった。
アマトリチャーナが広く知られるようになったのは、19世紀のことである。牧畜不況のために、多くのアマトリーチェ出身者が職を求めてローマに移住したが、料理人の職に就いた人々はその料理を「アマトリーチェ風」l'amatricianaと呼ぶようになったのである。アマトリーチェ料理レストランの歴史に残る最初の店は、1860年に Luigi Sagnotti がローマに開いた Il Passetto で、この店は高い評判をとった。20世紀に入ると、ローマ出身の俳優アルド・ファブリツィがラジオやテレビなどで「アマトリチャーナ」についてしばしば触れ、そのレシピが全国的に知られるようになった。
今日、レストランで供される「アマトリチャーナ」のレシピには、トマトを加えるものと加えないものの、大きく2種類がある。トマトを加えない古い形のものは、一般にグリーチャ（gricia）と呼ばれる。グアンチャーレの代わりにパンチェッタを入れたり、玉ねぎ、オリーブ油を用いたレシピでも作られている。
2016年のイタリア中部地震では、アマトリーチェが甚大な被害を出したことから、アマトリチャーナを通して被災地との連帯を表明する活動が広がった。イタリアのブロガーによって提起されたもので、レストランでメニューにアマトリチャーナを加え、アマトリチャーナを注文した客と提供した店舗が1皿につき1ユーロずつ（計2ユーロ）をイタリア赤十字社に義援金として寄付するというものである。同種の動きは、日本を含め世界各国に広がった。

#### ニョッキ・リッチ
ニョッキ・リッチ（Gnocchi ricci）は、アマトリチャーナほどの知名度はないものの、アマトリーチェの名物料理の一つである。水と小麦粉、卵から作られるニョッキ（ダンプリング）で、巻いた形が特徴的である。アマトリーチェと郊外の集落で代々伝えられてきた料理で、アマトリーチェ料理の最も古い形を伝えているとされる。

### 歴史的建築物

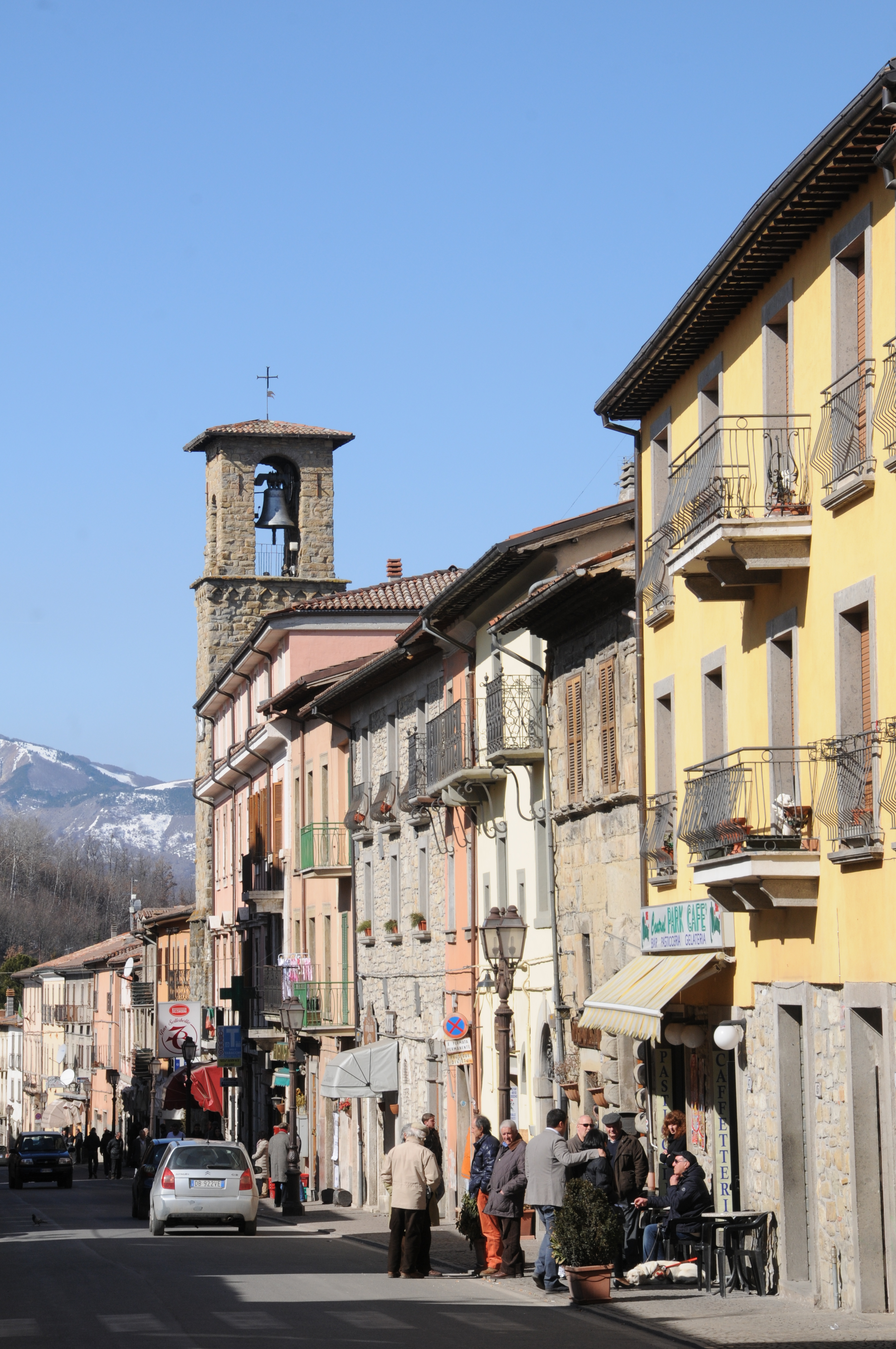
ウンベルト1世通り(Corso Umberto I)。中央の塔は「市民の塔」。2012年撮影。

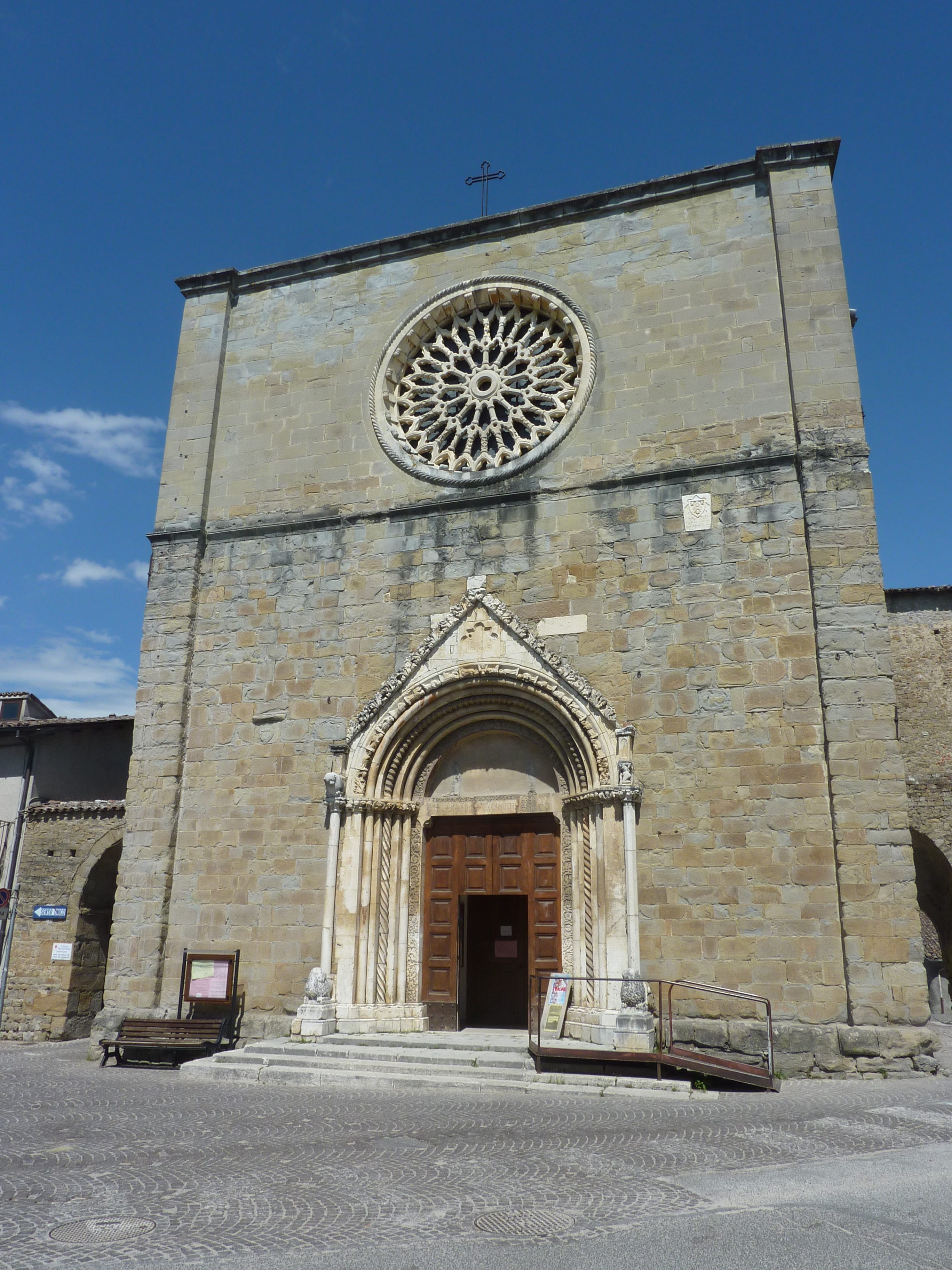
サンタゴスティノ教会のファサード。2011年撮影。

市民の塔 (Torre civica)
市街中心部に所在する塔で、13世紀に建築された。2016年8月の地震（イタリア中部地震)にも耐えている。
サンタゴスティノ教会 (it:Chiesa di Sant'Agostino (Amatrice)) 
1428年建築。ゴシック様式の扉や、Annunciation and Madonna with Child and Angels を含む数点のフレスコ画がある。2016年8月の地震では大きな被害を出し、屋根の一部や、バラ窓を含むファサードの上半分が崩壊した。鐘楼は8月の地震に耐えたが、2017年1月に発生した地震で倒壊した
サンテミディオ教会 (chiesa Sant'Emidio）
15世紀建築。2016年8月の地震で被害を受けた。
サン・フランチェスコ教会 (chiesa di San Francesco）
14世紀後半の建築。ゴシック様式の大理石の扉があり、アプス（後陣）には15世紀に描かれたフレスコ画がある。
サンタ・マリア・ディ・ポルタ・フェッラータ教会 (Santa Maria di Porta Ferrata）
2016年8月の地震で被害を受けた。
サンマルティノ教会 (chiesa di San Martino)
分離集落サンマルティノにあるゴシック教会。2016年8月の地震で被害を受けた。
マドンナ・デッレ・グラーツィエ聖堂 (it:Santuario della Madonna delle Grazie (Varoni)) 
分離集落ヴァローニ (it:Varoni) にある、マルクス・テレンティウス・ウァロのヴィッラの旧地に所在した。15世紀の建築。2016年8月の地震で被害を受けた。
イコナ・パッサトーラ聖堂 (it:Santuario dell'Icona Passatora) 
分離集落フェッラッツァ (Ferrazza) に所在。15世紀後半の建築。2016年8月の地震で被害を受けた。

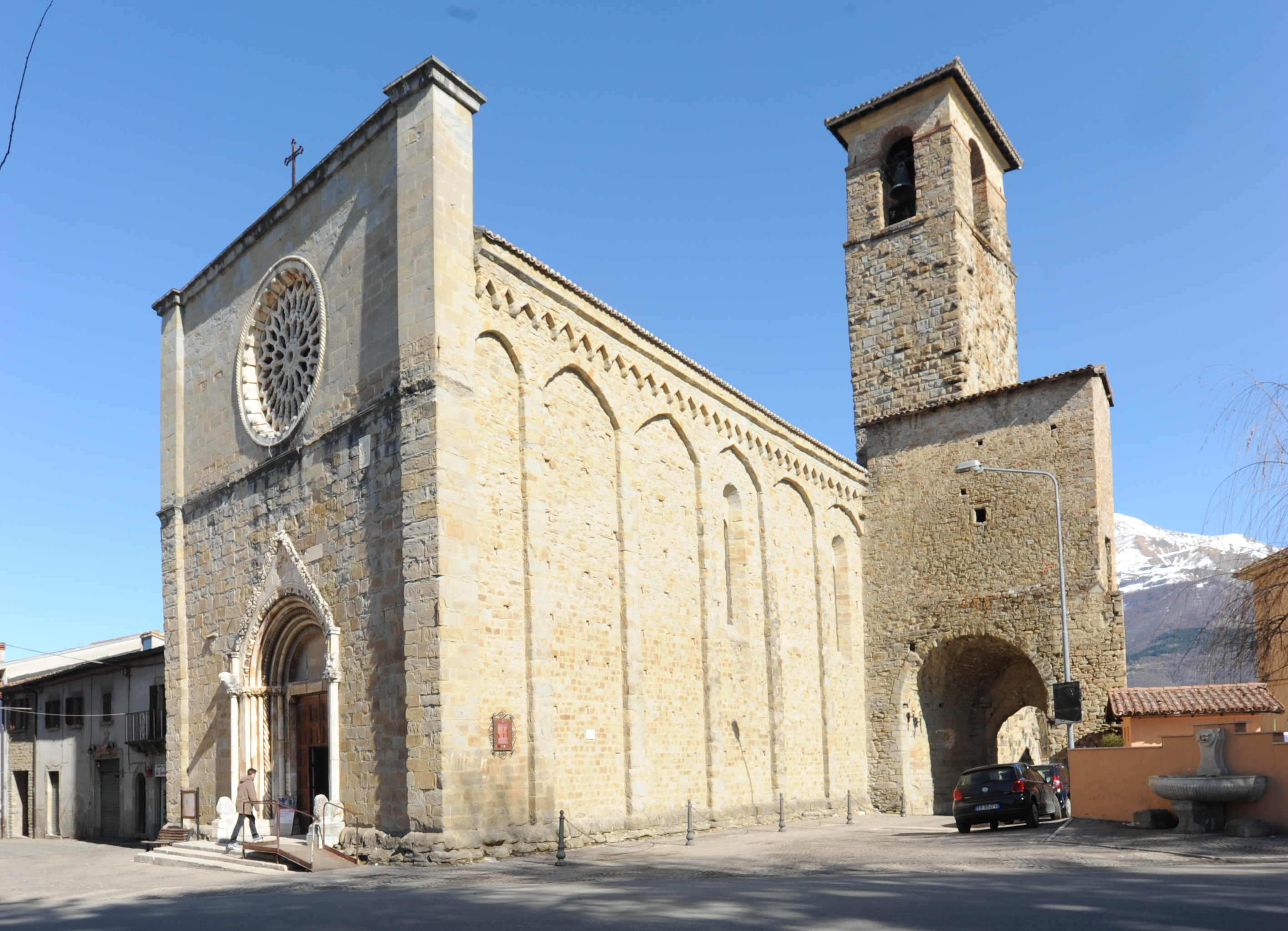
サンタゴスティノ教会。2012年撮影
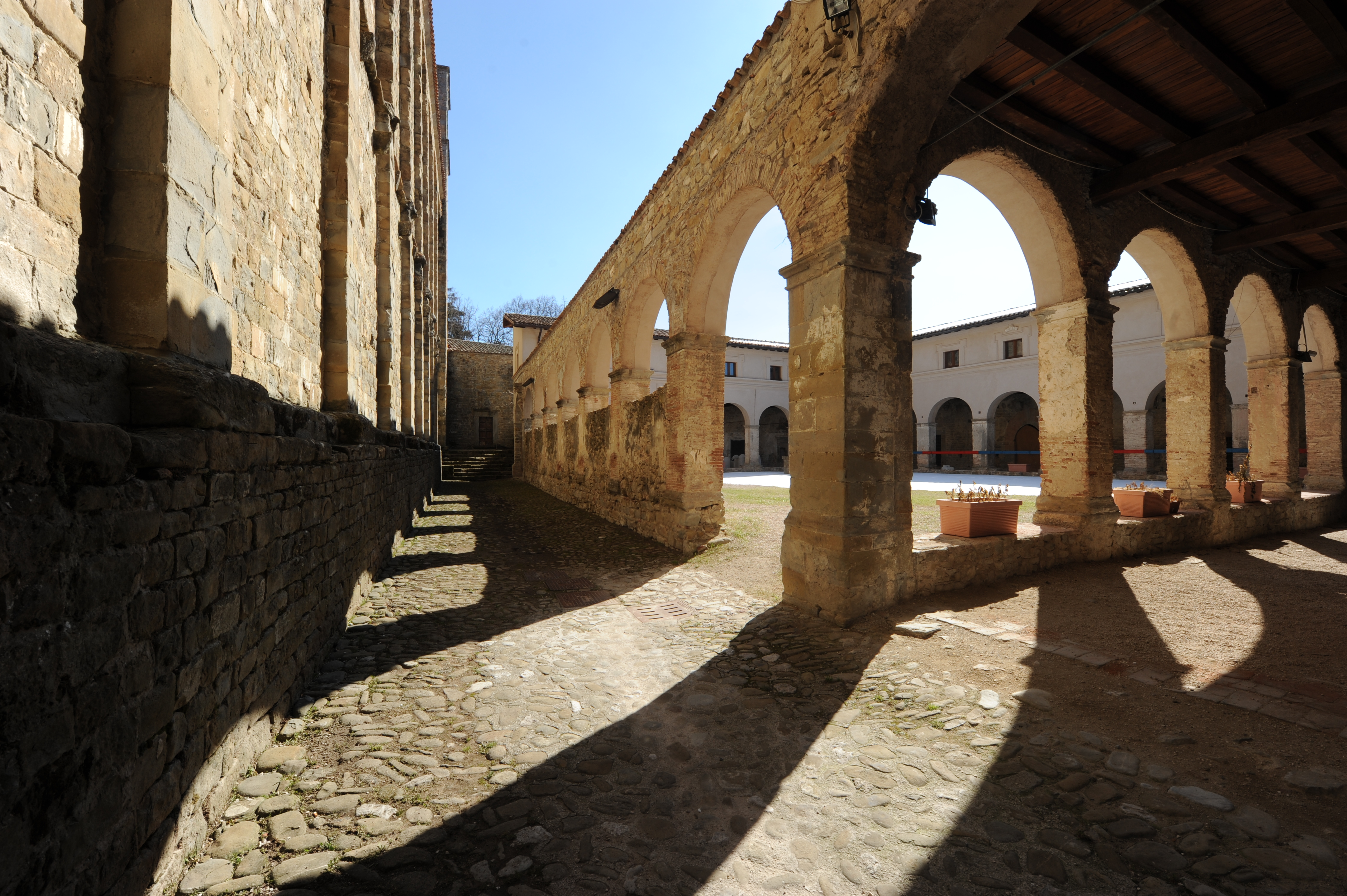
サン・フランチェスコ教会のキオストロ（中庭の列柱廊）。2012年撮影
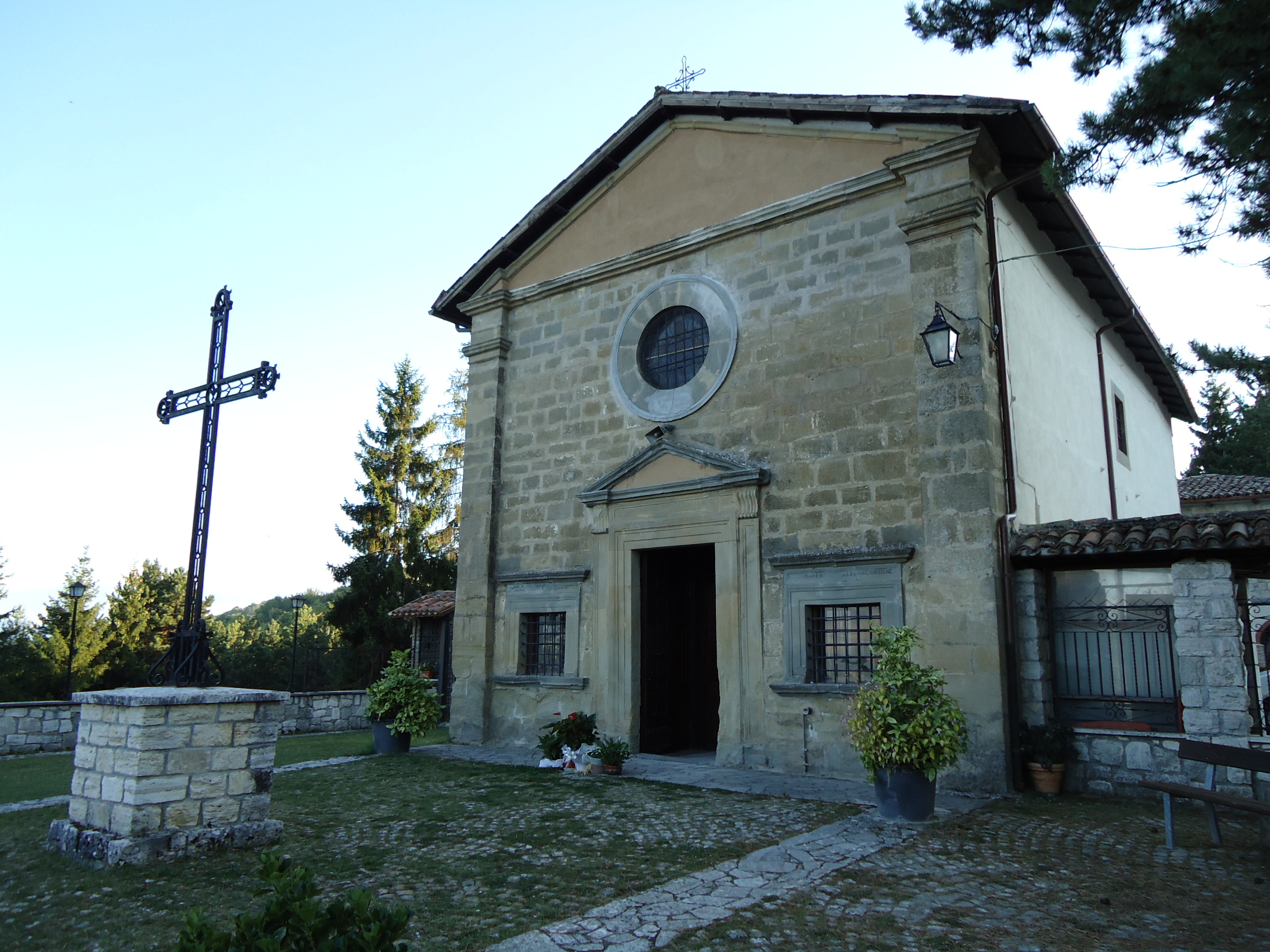
ヴァローニのマドンナ・デッレ・グラーツィエ聖堂。2011年撮影
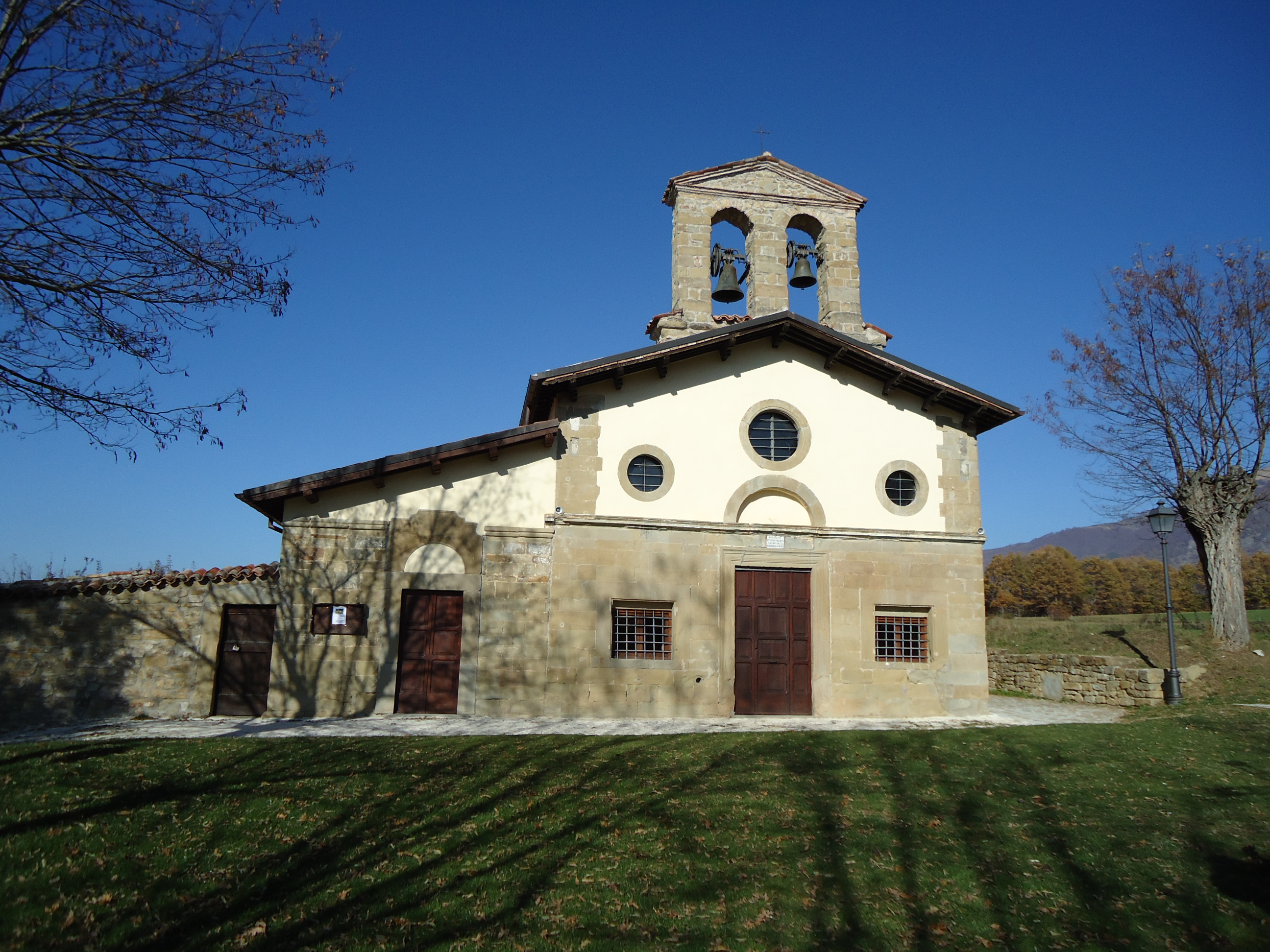
イコナ・パッサトーラ聖堂。2011年撮影

## 交通

### 道路
国道
- SS4 (it:Strada statale 4 Via Salaria)
- SS260 (it:Strada statale 260 Picente)
- SS577 (it:Strada statale 577 del Lago di Campotosto)

首都ローマからアドリア海に面したポルト・ダスコリ（アスコリ・ピチェーノ県サン・ベネデット・デル・トロント）まで、イタリア半島を横断する国道4号線が村内を通過している。スカンダッレ湖のほとりで、国道4号線から国道260号線が分岐し、アマチャトリーナの集落内を通過してラクイラに至る。また、アマチャトリーナの集落で国道260号線から国道577号線が分岐し、南東にカンポトスト湖（カンポトスト村内）に至る。

## 姉妹都市
- it:Ostia Antica、イタリア
- モントーリオ・アル・ヴォマーノ、イタリア
- ポテンツァ、イタリア

## 人物

### 著名な出身者
- ニコーラ・フィロテージオ（英語版） - ルネサンス期の画家・芸術家。別名コーラ・デッラマトリーチェ。
- ピエール・シルヴェストロ・レオパルディ（イタリア語版） - イタリア統一活動家、イタリア王国の政治家。
- エリオ・アウグスト・ディ・カルロ（イタリア語版） - 20世紀の鳥類学者・歴史家・哲学者。

### ゆかりの人物
- ジュゼッペ・ダ・レオネッサ（英語版） - ルネサンス期の画家。当地で死去。